# 南緯16度線
南緯16度線（なんい16どせん）は、地球の赤道面より南に地理緯度にして16度の角度を成す緯線。大西洋、アフリカ、インド洋、オーストララシア、太平洋、南アメリカを通過する。
この緯度の下では、夏至点時の可照時間は13時間5分であり、冬至点時の可照時間は11時間11分である。
南緯16度線は、モザンビークとジンバブエの間で国境を形成する緯線となっている。

## 通過する地域一覧
南緯16度線は、本初子午線から東に向かって以下の場所を通っている。
| 地理座標                                               | 国土・領土・領海                | 備考 |
| ------------------------------------------------------ | ------------------------------- | --- |
| 南緯16度0分 東経0度0分 / 南緯16.000度 東経0.000度      | 大西洋                          | |
| 南緯16度0分 東経11度48分 / 南緯16.000度 東経11.800度   | アンゴラ                        | |
| 南緯16度0分 東経22度0分 / 南緯16.000度 東経22.000度    | ザンビア                        | |
| 南緯16度0分 東経28度53分 / 南緯16.000度 東経28.883度   | ジンバブエ                      | |
| 南緯16度0分 東経30度25分 / 南緯16.000度 東経30.417度   | モザンビークと ジンバブエの国境 | |
| 南緯16度0分 東経30度55分 / 南緯16.000度 東経30.917度   | モザンビーク                    | 約20km |
| 南緯16度0分 東経31度6分 / 南緯16.000度 東経31.100度    | ジンバブエ                      | 約9km |
| 南緯16度0分 東経31度11分 / 南緯16.000度 東経31.183度   | モザンビーク                    | |
| 南緯16度0分 東経34度22分 / 南緯16.000度 東経34.367度   | マラウイ                        | |
| 南緯16度0分 東経35度49分 / 南緯16.000度 東経35.817度   | モザンビーク                    | |
| 南緯16度0分 東経40度7分 / 南緯16.000度 東経40.117度    | インド洋                        | モザンビーク海峡 |
| 南緯16度0分 東経45度9分 / 南緯16.000度 東経45.150度    | マダガスカル                    | |
| 南緯16度0分 東経49度41分 / 南緯16.000度 東経49.683度   | インド洋                        | トロメリン島（ フランス領南方・南極地域）のちょうど南を通過。 カルガドス・カラホス諸島（ モーリシャス）のちょうど北を通過。 |
| 南緯16度0分 東経124度29分 / 南緯16.000度 東経124.483度 | オーストラリア                  | 西オーストラリア州 ノーザンテリトリー |
| 南緯16度0分 東経137度12分 / 南緯16.000度 東経137.200度 | カーペンタリア湾                | |
| 南緯16度0分 東経141度24分 / 南緯16.000度 東経141.400度 | オーストラリア                  | クイーンズランド州 |
| 南緯16度0分 東経145度26分 / 南緯16.000度 東経145.433度 | 珊瑚海                          | コーラル・シー諸島（ オーストラリア）を通過。 |
| 南緯16度0分 東経167度11分 / 南緯16.000度 東経167.183度 | バヌアツ                        | マレクラ島 |
| 南緯16度0分 東経167度23分 / 南緯16.000度 東経167.383度 | 太平洋                          | 珊瑚海 |
| 南緯16度0分 東経168度14分 / 南緯16.000度 東経168.233度 | バヌアツ                        | ペンテコステ島 |
| 南緯16度0分 東経167度23分 / 南緯16.000度 東経167.383度 | 太平洋                          | バヌアレブ島（ フィジー）のちょうど北を通過。 ケレレブ島（ フィジー）のちょうど北を通過。 ニウアトプタプ島（ トンガ）のちょうど南を通過。 モツワン環礁（ フランス領ポリネシア）のちょうど南を通過。 ツパイ島（ フランス領ポリネシア）のちょうど北を通過。 マカテア島（ フランス領ポリネシア）のちょうど南を通過。 カウクラ環礁（ フランス領ポリネシア）のちょうど南を通過。 ニアウ環礁（ フランス領ポリネシア）のちょうど北を通過。 |
| 南緯16度0分 西経145度58分 / 南緯16.000度 西経145.967度 | フランス領ポリネシア            | トアウ環礁を通過。 |
| 南緯16度0分 西経145度53分 / 南緯16.000度 西経145.883度 | 太平洋                          | ファカラヴァ環礁（ フランス領ポリネシア）のちょうど北を通過。 カウエヒ環礁（ フランス領ポリネシア）のちょうど南を通過。 ララカ環礁（ フランス領ポリネシア）のちょうど北を通過。 |
| 南緯16度0分 西経142度26分 / 南緯16.000度 西経142.433度 | フランス領ポリネシア            | ラロイア環礁を通過。 |
| 南緯16度0分 西経142度19分 / 南緯16.000度 西経142.317度 | 太平洋                          | タクメ環礁（ フランス領ポリネシア）のちょうど南を通過。 ファンガタウ環礁（ フランス領ポリネシア）のちょうど南を通過。 |
| 南緯16度0分 西経140度10分 / 南緯16.000度 西経140.167度 | フランス領ポリネシア            | ファカヒナ環礁を通過。 |
| 南緯16度0分 西経140度6分 / 南緯16.000度 西経140.100度  | 太平洋                          | |
| 南緯16度0分 西経74度2分 / 南緯16.000度 西経74.033度    | ペルー                          | ボリビアとはチチカカ湖内で国境を形成する緯線となっている。 |
| 南緯16度0分 西経69度17分 / 南緯16.000度 西経69.283度   | ボリビア                        | |
| 南緯16度0分 西経60度11分 / 南緯16.000度 西経60.183度   | ブラジル                        | マットグロッソ州 ゴイアス州 ブラジリア連邦直轄区 - ブラジリアのちょうど南を通過。 ゴイアス州 - 約18km ミナスジェライス州 バイーア州 |
| 南緯16度0分 西経38度55分 / 南緯16.000度 西経38.917度   | 大西洋                          | |
| 南緯16度0分 西経5度46分 / 南緯16.000度 西経5.767度     | セントヘレナ                    | セントヘレナ島 |
| 南緯16度0分 西経5度42分 / 南緯16.000度 西経5.700度     | 大西洋                          | |